# Sarawakus succisus
Sarawakus succisus är en svampart som beskrevs av Rifai 1969. Sarawakus succisus ingår i släktet Sarawakus och familjen Hypocreaceae.   Inga underarter finns listade i Catalogue of Life.